# Южная Украина

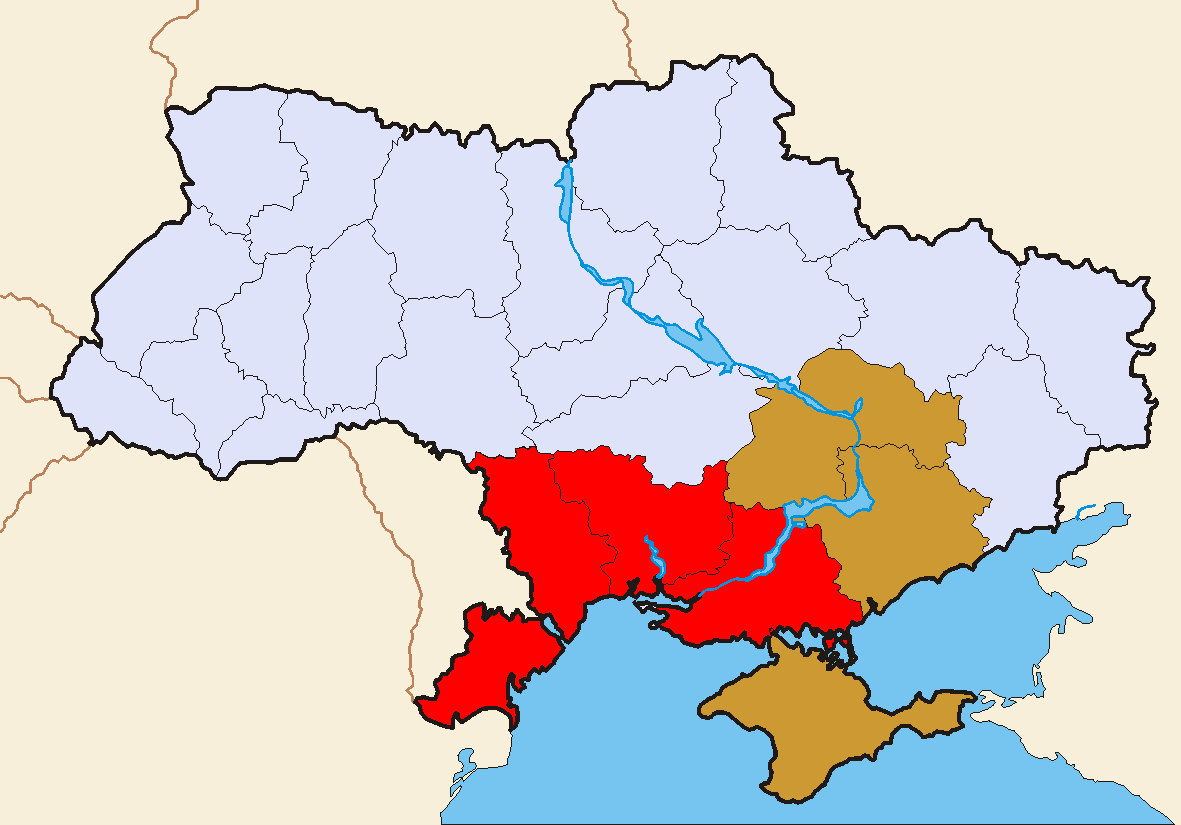
Регионы, частично или полностью включаемые в определение Южной Украины:
всегда
часто

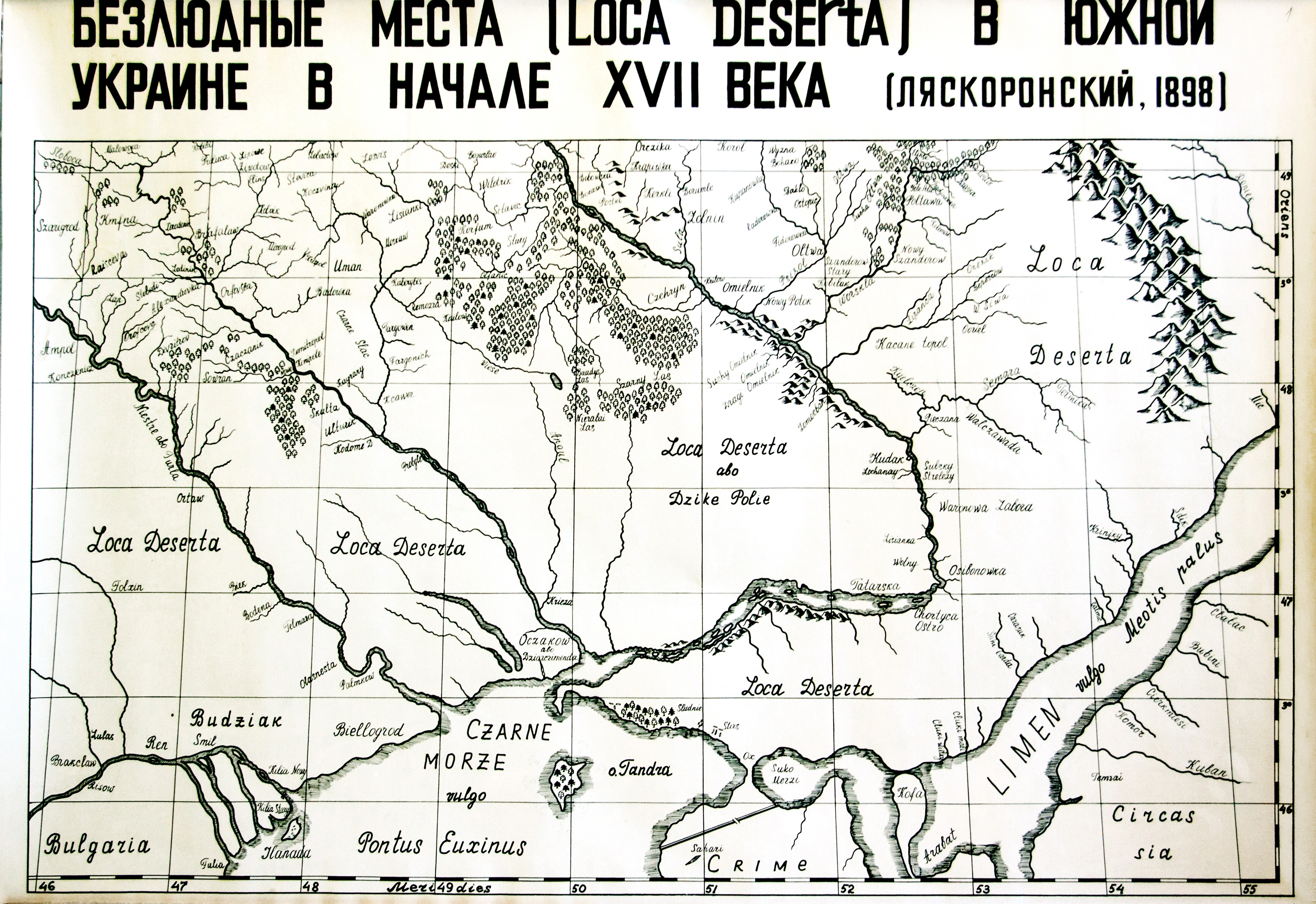
Безлюдные (пустынные) места (Loca deserta) в Южной Украине, в начале а (Ляскоронский,).

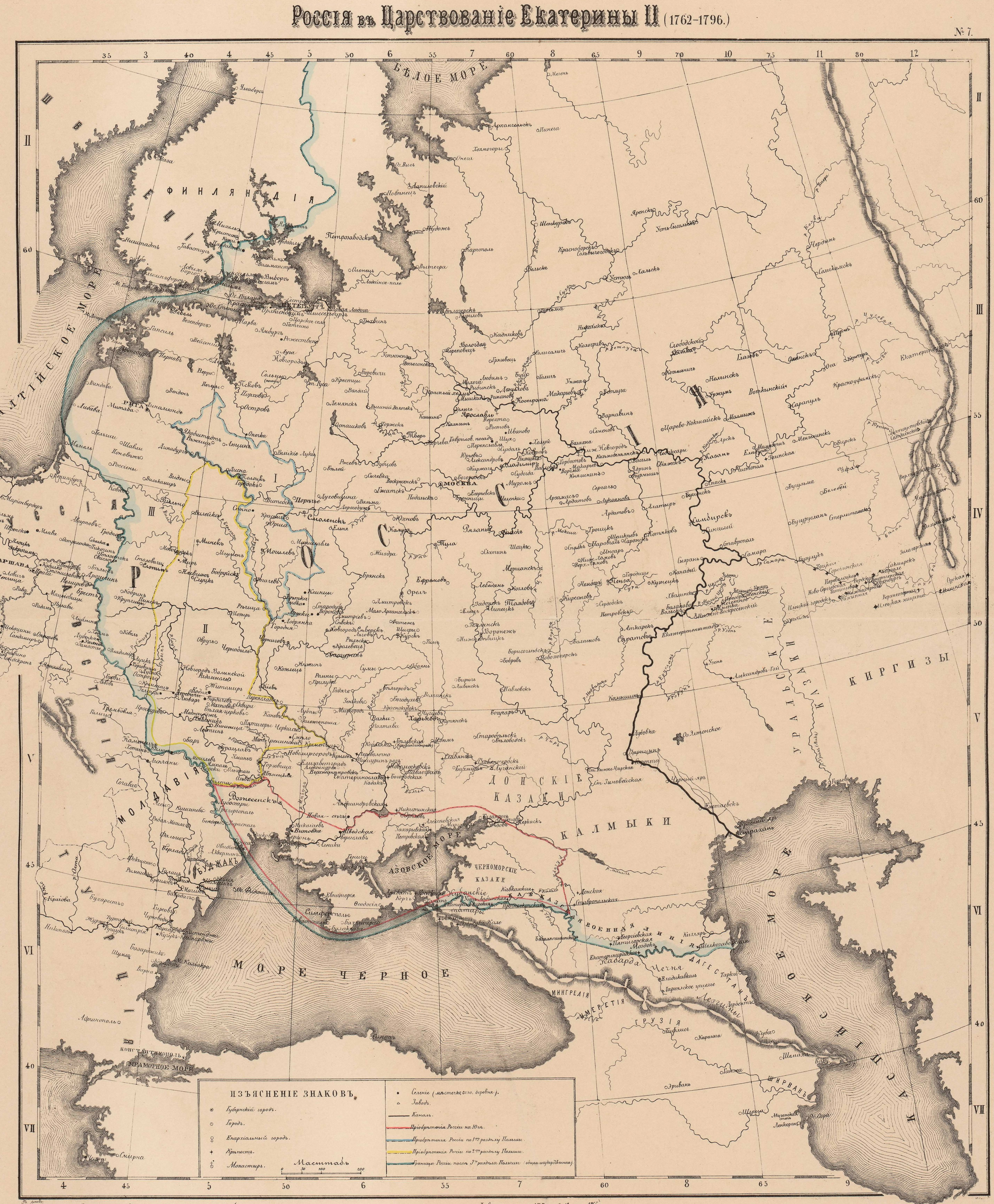
Европейская Россия при Екатерине II.

Южная Украина (степная Украина, юг Украины; укр. Південна Україна, Степова Україна, Південь України) — крупнейший (250 тыс. км²) историко-географический регион Украины между Чёрным и Азовским морями на юге и лесостепью на севере.

## История
На переломе VI—VII веков край (земля) между Днепром и Азовским морем заняли иранские племена — скифы, от которых древнегреческие историки стали называть всю южную Украину Скифией. Овладение скифами южной Украиной совпадает по времени с экспансией древних греков в северном Причерноморье, где они основали несколько купеческих факторий, превратившихся со временем в крупные города (Ольвия, Херсонес, Фанагория, Танаис и другие). Все они процветали благодаря оживлённой торговли пшеницей, в обмен на предметы роскоши для местной «верхушки», и чеканили первую на территории южной Украины монету (Ольвия).

### Княжеская эпоха
Первые киевские князья — Аскольд, Олег, Игорь, Ольга, Святослав и Владимир, не только получили доступ к Чёрному морю и заставили Византию принять полезные для Руси торговые условия, но и создали также благоприятные условия для колонизации южной Украины.
В связи с развалом древней Греции, в конце IX столетия, на развалинах греческой колонии Гермонасса возник город Тмутаракань, который стал центром русского Тмутараканского княжества.
На южной Украине были также упоминавшиеся в «Повести временных лет» города: Олешье над Днепровским лиманом, важный торговый центр; Пересечень, вероятно между нижними течениями рек Днестр и Прут и другие.
Таким образом, Древняя Русь, достигнув Чёрного моря, дала, с одной стороны, возможность проникнуть на южную Украину хлебопашескому населению, с другой — обеспечила русско-византийскую торговлю и открыла на Русь путь византийской культуре.
В период междоусобицы, агрессии монголо-татар, поляков и западноевропейцев против Руси данная территория превратилась в Loca deserta, то есть в безлюдные (пустынные) места, названные Дикое поле, которое являлось местом притязаний Русского государства (Отторженная возвратих), Османской империи, и Польского королевства («Польска от можа до можа»).

### Российская Империя
Азовские и Крымские походы Петра I и В. В. Голицына были вызваны в числе прочего стремлением ликвидировать работорговлю, военную угрозу со стороны татарско-ногайских отрядов, кочевавших на огромном пространстве от побережий Чёрного и Азовского морей до Днепра и Буга — по так называемому Дикому полю, для захвата ясыря.
После многочисленных конфликтов в Причерноморье и Крыму, как то: русско-турецкой война 1768—1774 годов, интеграция Крымского ханства (1783 году), русско-турецкой война 1787—1791 годов и русско-турецкой войны 1806—1812 годов все южные (степные) земли Руси вошли в состав Российской империи. С тех пор началось строительство сёл, местечек, городов, и их скорое заселение желающими здесь проживать, приглашёнными колонистами с Балкан, Европы и Центральной России. Из Австрийской империи сюда переселилось несколько тысяч сербов, венгров, с Османской империи болгар, валахов, греков, с Германских государств немцы (русские немцы), евреи, были созданы новые административно-территориальные единицы — Новая Сербия и Славяносербия.

## Природа
Для природы южной Украины характерен однообразный, равнинный пейзаж, своеобразная степная растительность и фауна.

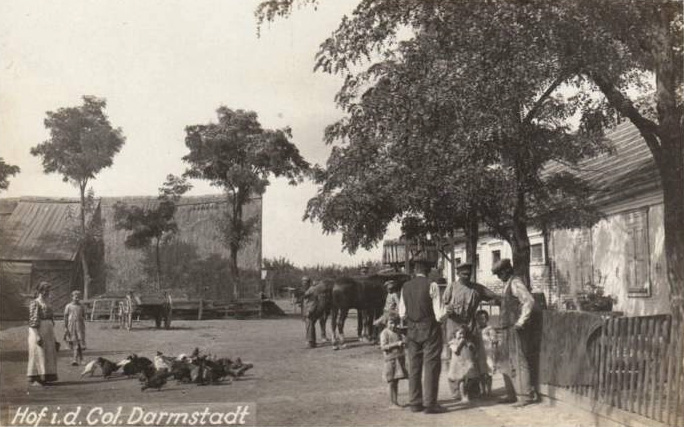
Почтовая открытка начала XX века с фотографическим изображением немцев-колонистов колонии Дармштадт под Мелитополем

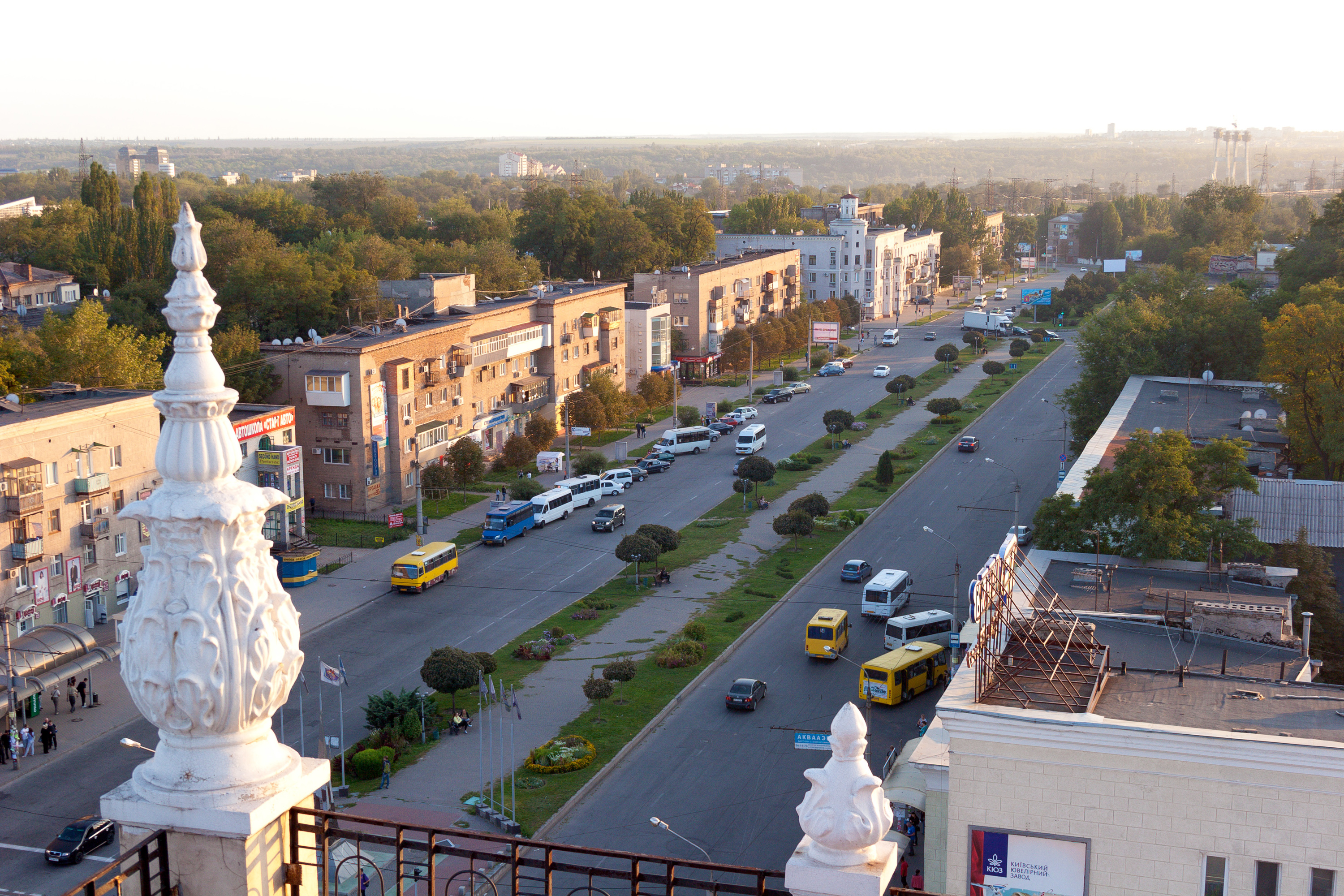
Город Запорожье, 2012 год.

Наибольшую часть южной Украины занимает Причерноморская низменность, на востоке переходящая в узкую Приазовскую низменность. Причерноморская низменность это аккумуляционная равнина высотой до 150 м, слабо расчленена долинами, оврагами, балками и ярами.
Речная сеть на южной Украине не густая, но её пересекают мощные реки: Дунай, Днестр, Южный Буг с Ингулом, Днепр с Ингульцом, Орелью, Самарой и другими притоками, и Дон; ряд небольших рек течёт к Чёрному (Когильник, Большой и Малый Куяльник, Тилигул и др.) и Азовскому (Салгир, Молочная, Обиточная, Берда, Кальмиус, Миус и др.) морям; большинство из них впадает в озёра или лиманы.
Размещение почв и растительности на южной Украине проявляет зональность, зависящую от влажности; в северной — наиболее влажной полосе распространены обычные среднегумусные, а дальше малогумусный чернозёмы (6—8 % гумуса), в южной Степи — южные чернозёмы (4—6 % гумуса), которые над морем переходят в тёмнокаштановые и каштановые почвы (2,5—3 % гумуса) в сочетании с солончаками. В долинах рек распространены аллювиальные торфяно-луговые почвы, иногда чернозёмные на песках.

## Крупнейшие города
Крупнейшие современные города на территории Южной Украины:
- Бердянск
- Запорожье
- Кривой Рог
- Мелитополь
- Николаев
- Никополь
- Одесса
- Херсон
- Симферополь
- Севастополь
- Ялта